# Khalid Bakdash
 (octobre 2024).
Khalid Bagdash, arabe خالد بكداش) était le chef du Parti communiste syrien (SCP) de 1936 jusqu'à sa mort en 1995. En 1954, Bakdash est devenu le premier membre d'un parti communiste à être élu député dans un parlement arabe. Depuis, le surnom de «doyen du communisme arabe» lui a été appliqué.